# Nortriptilin
Nortriptilin je lek iz druge generacije tricikličnih antidepresiva (TCA), koji se prodaje kao hidrohloridna so pod imenima Sensoval, Aventil, Pamelor, Norpres, Alegron, Noritren i Nortrilen. On se koristi u tretmanu kliničke depresije i dečje noćne enureze (mokrenja kreveta). Osim toga, on se ponekad koristi za hronične bolesti, kao što su sindrom hroničnog umora, hronični bol i migrena, i emocionalna labilnost u nekim neurološkim stanjima.

## Klinička farmakologija
Nortriptilin je aktivni metabolit amitriptilina koi se demetiliše u jetri. On inhibira ponovno preuzimanje norepinefrina (noradrenalina), i u manjoj meri serotonina. On ima zanemarljiv efekat na preuzimanje dopamina. Nortriptilin takoše ima antagonistno dejstvo na mnoštvo receptora:
- Jak: H1
- Umeren: 5-HT2, α1-adrenergički,
- Slab: 5-1[1]

## Spoljašnje veze
- [http://www.mentalhealth.com/drug/p30-a05.html
- [http://www.drugs.com/nortriptyline.html

|  | Molimo Vas, obratite pažnju na važno upozorenje u vezi sa temama iz oblasti medicine (zdravlja). |